# Mauston (Wisconsin)
Mauston település az Amerikai Egyesült Államok Wisconsin államában, Juneau megyében, melynek megyeszékhelye is. Lakosainak száma 4347 fő (2020. április 1.).

## Népesség
A település népességének változása:

| 2010 | 4 423 |
| 2020 | 4 347 |